# Nesopalla borinquensis
Nesopalla borinquensis là một loài bọ cánh cứng trong họ Hybosoridae. Loài này được Paulian & Howden miêu tả khoa học năm 1982.